# Willie Wood (Footballspieler)
William Vernell „Willie“ Wood (* 23. Dezember 1936 in Washington, D.C., USA; † 3. Februar 2020 ebenda) war ein US-amerikanischer American-Football-Spieler und -Trainer. Er spielte als Safety in der National Football League (NFL) bei den Green Bay Packers.

## Jugend
Willie Wood besuchte die Armstrong High School in seiner Geburtsstadt, wo er neben American Football auch Baseball spielte. Sein Vater war Maler und seine Mutter arbeitete in einer Postfiliale. Seine Eltern ließen sich noch während seiner Kindheit scheiden, er wuchs daher überwiegend bei seinen Großeltern auf. Seine Freizeit verbrachte er in einem Jugendclub, der von der örtlichen Polizei betrieben wurde. Der dortige Sporttrainer Bill Butler verhalf ihm auch zu einem Stipendium an der USC. Obwohl ihm Angebote zahlreicher Colleges vorlagen, wollte er in Kalifornien studieren. Sein Sporttrainer wandte sich daher an das College in Berkeley, wies auf dessen Fähigkeiten hin und nach einem Jahr Wartezeit an einem Junior College konnte er dort mit seinem Studium beginnen.

## Spielerlaufbahn
Willie Wood studierte von 1957 bis 1959 an der University of Southern California für die USC Trojans.
Wood war der erste dunkelhäutige Quarterback an seinem College und in der gesamten Liga. Nach seinem Studium wurde er von keinem Profiverein gedraftet. Wiederum war es sein alter Trainer aus dem Jugendclub, der sich für ihn einsetzte. Bill Butler wandte sich schriftlich an verschiedene NFL Clubs, aber lediglich der Trainer der Green Bay Packers Vince Lombardi antwortete ihm und ermöglichte Wood die Teilnahme an einem Probetraining. Wood konnte überzeugen und erhielt als Safety einen Einjahresvertrag mit einem Salär von 6.500 US-Dollar (nach anderen Quellen waren es 10.000 US-Dollar Jahressalär). Wood war in seinem Rookiespieljahr zunächst Ersatzspieler, konnte aber im Laufe der Saison während des sechsten Spieltags aufgrund einer Verletzung eines Stammspielers dessen Position in einem Spiel gegen die Baltimore Colts übernehmen. Er blieb bis zum Ende seiner Laufbahn Stammspieler bei den Packers.
William Wood gewann mit den Packers fünf NFL Meisterschaften. Nachdem die Packers 1960 im Endspiel noch gescheitert waren, konnten sie im folgenden Jahr den Titel mit einem 37:0-Sieg gegen die New York Giants gewinnen. Im folgenden Jahr fing Wood neun Bälle des gegnerischen Quarterbacks ab und stellte damit einen Ligarekord auf. Die Mannschaft aus Wisconsin konnte ihren Titel verteidigen. Sie schlugen im Endspiel erneut die Giants, diesmal mit 16:7. Im Jahr 1965 gewann Wood dann seinen dritten Meistertitel. Die Cleveland Browns unterlagen im Endspiel den Packers mit 23:12.
Im Jahr 1966 gewann Wood mit seinem Team seinen vierten Titel durch einen 34:7-Sieg gegen die Dallas Cowboys. Der Sieg bedeutete den Einzug in das erste AFL-NFL World Championship Game, welches später in Super Bowl I umbenannt wurde. Gegner in dem Spiel waren die Kansas City Chiefs. Wood sollte maßgeblichen Anteil am 35:10-Sieg seiner Mannschaft haben. Zu Beginn der zweiten Halbzeit konnte er einen Pass von Len Dawson, dem Quarterback der Chiefs, abfangen und über eine Strecke von 50 Yards in Richtung der Endzone der Chiefs tragen. Kurz davor wurde er von der Defense der Chiefs gestoppt. Die Packers konnten trotzdem im nächsten Spielzug den vor entscheidenden Touchdown zum 21:7 erzielen. Bart Starr, der Quarterback der Packers, bezeichnete nach dem Super Bowl den Ballgewinn von Wood als Spiel entscheidend.
Auch das Jahr 1967 sollte für Wood erfolgreich werden. Mittlerweile verdiente er fast 30.000 US-Dollar im Jahr und war einer der besten Spieler auf seiner Position. Nach 1966 gewann er mit seiner Mannschaft den zweiten jemals ausgespielten Super Bowl. Der Weg ins Endspiel war allerdings schwierig. Im NFC Endspiel traf man erneut auf die Mannschaft aus Dallas. Das Spiel sollte als Ice Bowl in die Geschichte der NFL eingehen. Das Spiel wurde bei −25 Grad Celsius ausgetragen auf einem mit Eis bedeckten Spielfeld ausgetragen. Wood unterlief während des Spiels ein schwerer Fehler. Er ließ einen Puntreturn fallen. Aus diesem Fehler heraus konnte der Kicker der Cowboys ein Field Goal zum 14:10-Halbzeitstand für die Packers erzielen. Nach der Pause gingen die Cowboys mit 17:14 in Führung. Zum Glück für Wood konnte Starr die Mannschaft aus Green Bay kurz vor Spielende mit 21:17 in Führung bringen und somit zum Sieg führen. Im Super Bowl II zeigten sich die Packers dann den Oakland Raiders überlegen und gewannen mit 33:14.
Nach der Saison 1971 beendete Wood mit 48 Interceptions und nach vier erzielten Touchdowns seine Spielerlaufbahn.

## Trainerlaufbahn
In den Jahren 1974 und 1975 trainierte Wood als Head Coach die Philadelphia Bell, einem Footballteam aus der World Football League. Aufgrund finanzieller Probleme musste die Mannschaft aus Philadelphia 1975 im Laufe der Saison den Spielbetrieb einstellen. 1980 und 1981 trainierte er die Toronto Argonauts. Die Argonauts spielen in der Canadian Football League (CFL). Wood war der erste dunkelhäutige Head Coach in dieser Liga.

## Ehrungen
Willie Wood spielte achtmal im Pro Bowl, dem Abschlussspiel der besten Spieler einer Saison. Er wurde achtmal zum All-Pro gewählt und ist Mitglied in der Green Bay Packers Hall of Fame und seit 1989 in der Pro Football Hall of Fame.

## Nach der Laufbahn
Wood erlitt während seiner Profilaufbahn zahlreiche schwere Verletzungen, an denen er bis zu seinem Lebensende litt. Zudem war er an Demenz erkrankt und lebte in seiner Geburtsstadt in einem Pflegeheim. Obwohl er in seinem letzten Profijahr 90.000 US-Dollar verdiente, war er verarmt und nicht mehr in der Lage, die Arztrechnungen zu bezahlen. Er bezog eine Rente von der NFL in Höhe von 1.100 Dollar pro Monat. Zur Begleichung seiner Rechnungen war er auf Spenden angewiesen. Willie Wood hinterließ zwei Söhne und eine Tochter. Seine Grabstätte ist nicht bekannt.